# Schlacht bei Beaune-la-Rolande
Weißenburg – Spichern – Wörth – Colombey – Straßburg – Toul – Mars-la-Tour – Gravelotte – Metz – Beaumont – Noisseville – Sedan – Sceaux – Chevilly – Bellevue – Artenay – Châtillon – Châteaudun – Le Bourget – Coulmiers – Amiens – Beaune-la-Rolande – Villepion – Loigny und Poupry – Orléans – Villiers – Beaugency – Nuits – Hallue – Bapaume – Villersexel – Le Mans – Lisaine – Saint-Quentin – Buzenval – Paris – Belfort
Die Schlacht bei Beaune-la-Rolande am 28. November 1870 war eine Schlacht des Deutsch-Französischen Krieges. Das deutsche X. Armee-Korps erwehrte sich dabei der Angriffe des rechten Flügels der französischen Loirearmee und konnte nach Ankunft von Verstärkungen den Gegner trotz dessen mehrfacher Überlegenheit an Truppenzahl abschlagen.

## Vorgeschichte
Der rechte Flügel der Loirearmee (XX. und XVIII. Korps) verfügte über 60.000 Mann und 138 Geschütze und hatte den Auftrag, die Belagerung von Paris zu entsetzen. Hierbei musste aber berücksichtigt werden, dass ein großer Teil dieser Soldaten erst vor kurzem eingezogen worden war und nur eine kurze Ausbildung erhalten hatte. Die Loirearmee litt, wie alle anderen nach Sedan aufgestellten neuen Großverbände, unter einem Mangel an erfahrenen Soldaten, gerade im Bereich der Offiziere und Unteroffiziere.
Durch die am 24. November erfolgten Gefechte bei Ladon und Maizières waren die Deutschen von dem französischen Aufmarsch informiert. Das X. Armee-Korps unter General Voigts-Rhetz verschanzte sich daraufhin in einer fünf Kilometer breiten Stellung bei Beaune-la-Rolande. Insbesondere die Stadt selbst wurde, soweit es möglich war, zur Verteidigung vorbereitet. Die weitere Aufstellung der Flügel lehnte sich jeweils an die Stadt an.

## Aufmarsch und Schlacht

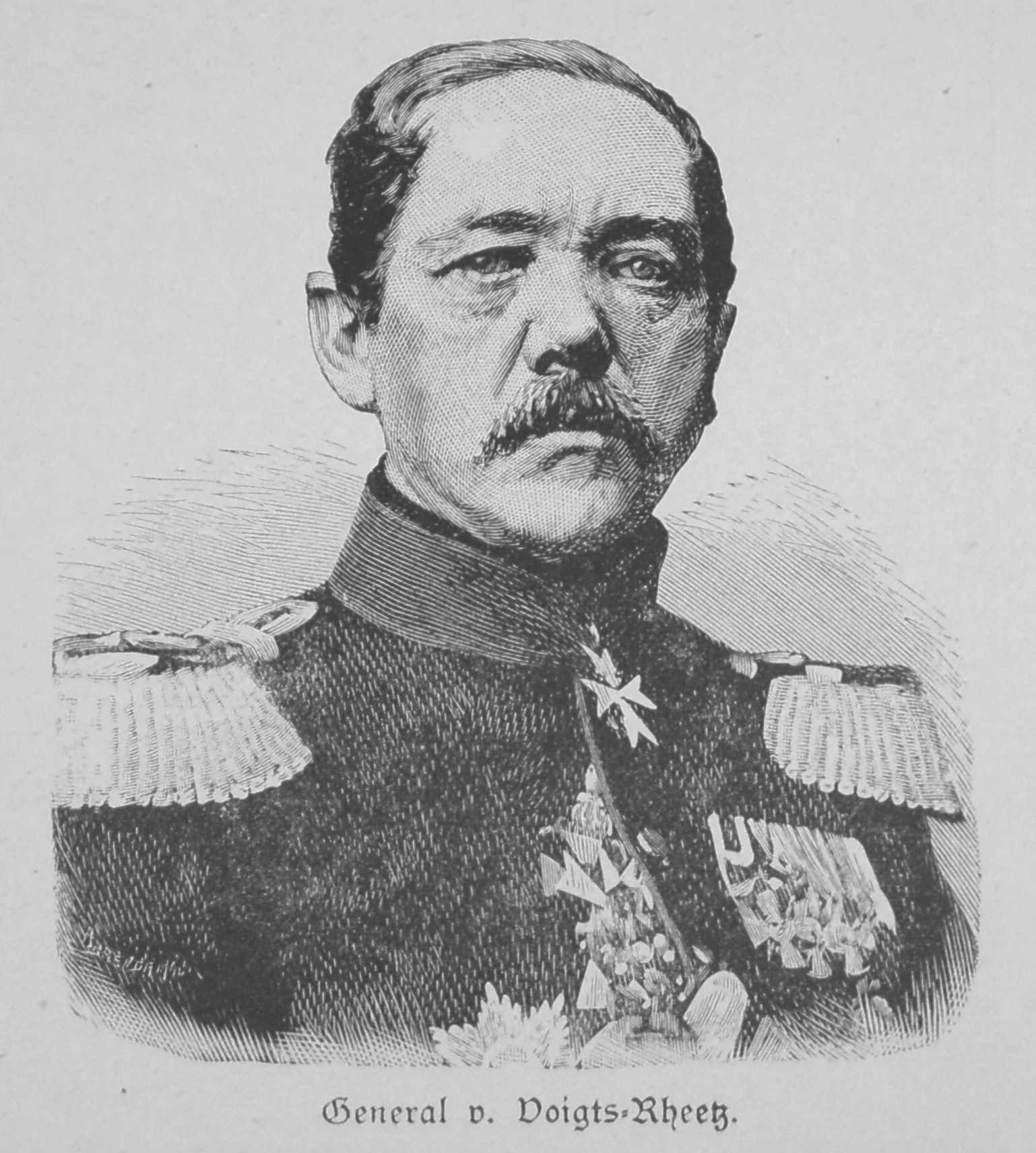
Konstantin Bernhard von Voigts-Rhetz

Die französischen Angriffe begannen morgens durch das XX. Korps unter General Joseph Crouzat. Es kamen aber nicht sofort alle Einheiten der Loirearmee zum Einsatz, insbesondere die Einheiten des XVIII. Korps unter General Jean-Baptiste Billot und eine Division des XV. Korps griffen erst mit einiger Verspätung in die Kämpfe ein. General Crouzat plante mit seinem XX. Korps Beaune vom Westen und Süden her zu umfassen, gleichzeitig sollte das XVIII. Korps über Juranville gegen die Ostseite des Städtchens herandrängen.
Das Städtchen Beaune-la-Rolande, welches zum Brennpunkt der Schlacht werden sollte, wurde von der 38. Infanterie-Brigade unter Generalmajor von Wedell verteidigt, auch nachdem der Ort während der Kämpfe durch die gegnerische Artillerie in Brand geschossen worden war. Das angegriffene deutsche X. Korps (Westfalen, Hannoveraner und Oldenburger) konnte in der folgenden Abwehrschlacht nur drei Brigaden mit 11.000 Mann und 70 Geschützen einsetzen.
Am linken Flügel hatte General Crouzat die 2. Division des XX. Korps gegen Beaune, die 1. Division gegen Batilly angesetzt. Die Vorhut traf gegen 9.00 Uhr zwischen Batilly, Orme und Foucerive auf die Vorposten (Infanterie-Regiment Nr. 57 unter Oberst von Cranach) der 38. Infanterie-Brigade, während sich das Infanterie-Regiment Nr. 16 (Oberst von Brixen) in Beaune verschanzte. Neben der 38. Infanterie-Brigade stand zwischen den Orten Juranville und Lorcy besonders die 39. Infanterie-Brigade im Gefecht. Trotz der gegnerischen Übermacht gelang es dem X. Korps, sich zu behaupten, da die Franzosen nicht zu gleicher Zeit ihre ganze Streitkraft entwickelten. Gegen 12.30 Uhr mittags musste die 39. Infanterie-Brigade unter Generalmajor von Woyna ihre Stellung am Eisenbahndamm bei Corbeilles aufgeben. Dem Westfälischen Infanterie-Regiment Nr. 56 (Oberst von Block) gelang es nach mehrfachen Gegenstößen von Marcilly her, die französische Brigade Robert kurzfristig aus Juranville zu vertreiben. Nachdem das französische XVIII. Korps vollständig eingriff, gingen Juranville und Corbeilles wieder verloren und die 39. Infanterie-Brigade musste auf die Linie Vernouille – Long Cour zurückweichen, während die doppelt umfasste 38. Infanterie-Brigade noch immer in Beaune aushielt. Gegen 14.00 Uhr fiel das Dorf Les Cotelles nach wiederholtem Angriff, wobei 50 Gefangene in französische Hand gerieten. Die 38. Infanterie-Brigade wurde nach dem Eingreifen der 3. Division des französischen XX. Korps vom Bois de la Leu bis zum nordwestlich von Beaune stehenden Straßenkreuz zurückgedrängt. Auch vom Norden her über La Pierre percée begann französische Artillerie zu wirken. Als vom Osten her die französische 2. Division die Anhöhe von Les Roches erstieg, mussten die dort bedrohten zwei Bataillone der 57er bis auf La Nue Boynes zurückgehen.
Im Hauptquartier des X. Armee-Korps traf bereits die Meldung des Verlustes von Beaune ein. Dem Generalstabschef von Caprivi gelang es, den Kommandierenden General davon zu überzeugen, den nötigen Rückzugsbefehl zu verzögern. Der vom obersten Hauptquartier detachierte Oberstleutnant von Waldersee erhielt Weisung, zum naheliegenden III. Armee-Korps zu reiten, um dessen Anmarsch aus Pithiviers zu beschleunigen. In Beaune waren 1500 Verteidiger fast vollkommen isoliert, deren Kommandeur aber auf baldigen Entsatz hoffte. Im Brennpunkt des Ringens stand insbesondere der Kirchhof, wo Hauptmann Feige mit vier Kompanien des 16. und 57. Regimentes den Franzosen das weitere Vordringen versperrte.
Die 19. Division des X. Armee-Korps war um 16.00 Uhr nachmittags bereits vollständig abgekämpft, die noch vorhandene Munition war nahezu aufgebraucht, als das III. Armee-Korps unter General von Alvensleben zur Unterstützung eingriff. Die preußische 1. Kavallerie-Division (von Hartmann) und vier Bataillone der 5. Infanterie-Division (von Stülpnagel) griffen in die Schlacht ein. Bald waren 66 Geschütze gegen den linken französischen Flügel konzentriert. Vergeblich ließ General Crouzat eine Brigade eine Hakenstellung nach links einnehmen, um die Flanke zu sichern. Die 9. Infanterie-Brigade (Generalmajor von Conta) der 5. Infanterie-Division ging dort – gegen einen ausdrücklichen Befehl – gegen die französischen Stellungen vor. Ein Durchbruch der Vorhut des Brandenburgischen Infanterie-Regimentes Nr. 52 (Oberst von Wulffen) war trotz dieser Verstärkungen nicht mehr möglich, so dass sich die Kämpfe bis zum Einbruch der Nacht unentschieden hinzogen.
Da die Franzosen auch an den anderen Abschnitten nicht weiter vorankamen und an einigen Bereichen sogar zurückgedrängt worden waren, befahl General Crouzat den Rückzug in den Wald von Orléans. Die erst vor kurzem aufgestellten Einheiten des XX. und XVIII. Korps waren bei den Kämpfen stark durcheinandergeraten. Auf die bloße Vermutung hin, dass die Preußen bald geschlagen sein könnten, wollte er seine Einheiten nicht riskieren. Die Preußen gingen sofort zur Verfolgung über und konnten weitere Erfolge erzielen.
Obwohl der Kampf über mehr als zehn Stunden geführt wurde, blieben die im Raum Artenay etwa 25 km entfernt stehenden weiteren französischen Verbände untätig und ermöglichten es damit den Preußen, die zahlenmäßig weit überlegenen Franzosen nacheinander zu schlagen.

## Folgen
Der geplante Vormarsch auf Paris war nach dieser Schlacht nicht mehr möglich. Die rechte Flanke der Franzosen war geschlagen und bis zur neuen Sammlung nicht mehr einsetzbar. Dort befanden sich jetzt stattdessen preußische Verbände, über deren Stärke das Armeekommando keine genaue Information hatte. Da diese Bedrohung beseitigt werden musste, machte die Loirearmee eine Schwenkung nach rechts in Richtung auf Pithiviers. Aus dieser Bewegung entwickelte sich am 2. Dezember die Schlacht bei Loigny und Poupry.
Auch hier blieben die Deutschen erfolgreich. Diese erhielten dabei laufend Verstärkungen durch die nach dem 23. Oktober 1870 vor Metz frei gewordenen Truppen.

## Verluste
Über die Höhe der Verluste gibt es je nach Quelle unterschiedliche Angaben. Die deutschen Verluste werden recht übereinstimmend mit ca. 38 Offizieren und 817 bis 858 Mann an Toten und Verwundeten angegeben. Den Verlust der Franzosen beziffert Meyers Lexikon auf 1.300 Mann an Toten und Verwundeten und 1.800 Gefangene. Andere Quellen geben hier bis zu 8.000 Mann (zzgl. 1.000 Gefangene) an. Unter den Toten war auch der junge französische Maler Frédéric Bazille.